# Didymoplexis micradenia
Didymoplexis micradenia är en orkidéart som först beskrevs av Heinrich Gustav Reichenbach, och fick sitt nu gällande namn av William Botting Hemsley. Didymoplexis micradenia ingår i släktet Didymoplexis och familjen orkidéer. Inga underarter finns listade i Catalogue of Life.